# كارول ماركو
كارول ماركو (2 أبريل 1966 ببراتيسلافا في سلوفاكيا - ) هو مدرب كرة قدم ولاعب كرة قدم سلوفاكي في مركز الدفاع. لعب مع FK Rača ‏.

## وصلات خارجية
- كارول ماركو على موقع قاعدة بيانات كرة القدم.إي يو (الإنجليزية)